# Nick Ellis
Nick C. Ellis (Cardiff, 1953. szeptember 14. –) walesi nyelvész. Jelenleg (2019) a Michigan Egyetem Angol Nyelvi Intézetének pszichológus professzora és kutatója. Kutatása tágabb értelemben az alkalmazott nyelvészetre összpontosít, különös tekintettel a második nyelv elsajátítására, a korpusznyelvészetre a pszicholingvisztikára, az emergencializmusra, a komplex dinamikus rendszerbeli megközelítésekre, a különböző nyelvek olvasására és helyesírására, a számítási modellezésre és a kognitív nyelvészetre.

## Karrier
Ellis 1974-ben szerzett diplomát a pszichológia területén az Oxfordi Egyetemen. 1978-ban PhD-fokozatot szerzett pszichológiában a Bangor Egyetemen. 
1976 és 1991 között részmunkaidős oktatóként dolgozott az Open Universityn, 1978 és 1990 között pedig a Bangor Egyetem pszichológia oktatója. 1990-ben 1994-ig a Bangor Egyetem pszichológiaoktató lett. 1992-ben vendégprofesszor volt a japán Temple Universityn. 1994 és 1998 között a pszichológia olvasója volt az észak-walesi egyetemi kollégiumon, 1998 és 2004 között pedig a walesi Bangori Egyetem pszichológiai professzora volt. 
1998 és 2002 között a Language Learning szerkesztője, 2006 óta pedig a Language Learning főszerkesztője. 
2003-ban az új-zélandi Aucklandi Egyetemen alkalmazott nyelvtan és nyelvészet vendégprofesszora lett. 2004 óta a Michigan Egyetemen, Ann Arborban pszichológus professzora, valamint a Michigan Egyetemen Angol Nyelvtudományi Intézet kutatója. 2004 óta Bangor Egyetem Pszichológiai Iskola tiszteletbeli kutatója. 2008 óta a Michigani Egyetem Komplex Rendszereinek Tanulmányainak Központjának (angolul: Centre for the Study of Complex Systems) társult kutatója, 2009 óta pedig az Ann Arbor, a Michigan-i Egyetem nyelvészeti professzora. 2011-ben vendégkutatóként dolgozott az ESRC Kétnyelvűség Kutatóközpontjában (angolul: ESRC Centre for Research on Bilingualism), a Bangor Egyetemen. 2011 májusától júniusáig a Freiburgi Fejlett Tanulmányok Intézetének (angolul: Freiburg Institute for Advanced Studies) külső vezető munkatársa volt, és 2012 júliusában Ian Gordon ösztöndíjasává vált az Új-Zélandi Wellington, Victoria Egyetem LALS munkatársaként. 2014-ben megkapta a japán Temple University tiszteletbeli látogató előadó címét, 2016-ban pedig a Labex à Párizs: A nyelvészet empirikus alapjai (angolul: Labex á Paris: Empirical Foundations of Linguistics) nemzetközi elnökévé vált. 

## Kutatás
Ellis kutatásokat folytat a második nyelv elsajátításával kapcsolatos számos területen, ideértve az explicit és implicit tanulás, az olvasás, a szókincs és a frazeológia közötti kapcsolatot, a pszichológiai elmélet alkalmazását a nyelvvizsgálatban és az oktatásban, valamint az agy szerepét. Ellis jelenleg a Language Learning folyóirat főszerkesztője. 

## Közlemények
Ellis olyan rangos folyóiratokban tett közzé publikációkat, mint a Language Learning, az Applied Linguistics, The Modern Language Journal, Az Memory and Cognition, A Bilingualism: Language and Cognition, valamint a Studies in Second Language Acquisition. 
Cikkeket közölt Diane Larsen-Freeman, Alister Cumming, Lourdes Ortega és Kathleen Bardovi-Harlig közreműködésével.

## Válogatott publikációk

### Cikkek
A legtöbb idézett cikk a Google Tudós alapján (időrendi sorrendben): 
- Ellis, N. C. (1996). Sequencing in SLA: Phonological Memory, Chunking and Points of Order. Studies in Second Language Acquisition, 18, 91-126.
- Williams, J. M. G., Ellis, N. C., Tyers, C., Healy, H., Rose, G., & Macleod, A. K. (1996). The specificity of autobiographical memory and imageability of the future. Memory and Cognition, 24, 116-125.
- Ellis, N. C. (2002). Frequency effects in language acquisition: A review with implications for theories of implicit and explicit language acquisition. Studies in Second Language Acquisition, 24, 143-188.
- Ellis, N. C. (2005). At the interface: Dynamic interactions of explicit and implicit language knowledge. Studies in Second Language Acquisition, 27, 305-352.
- Ellis, N. C. & Larsen-Freeman, D. (2006). Language Emergence: Implications for Applied Linguistics. Introduction to the Special Issue. Applied Linguistics, 27(4), 558-589.
- Beckner, C., Blythe, R., Bybee, J., Christiansen, M. H., Croft, W., Ellis, N. C., Holland, J.,  Ke, J., Larsen-Freeman, D., Schoenemann, T. (2009). Language is a complex adaptive system. Position paper, Language Learning, 59, Supplement 1, 1-27.

## Fordítás
- Ez a szócikk részben vagy egészben  a   Nick Ellis című angol Wikipédia-szócikk ezen változatának fordításán alapul.  Az eredeti cikk szerkesztőit annak laptörténete sorolja fel. Ez a jelzés csupán a megfogalmazás eredetét és a szerzői jogokat jelzi, nem szolgál a cikkben szereplő információk forrásmegjelöléseként.